# Delta Psychiatrisch Centrum
Delta Psychiatrisch Centrum (voorheen Maasoord (1909-1958), Delta Ziekenhuis (1958-1992) en Delta Psychiatrisch Ziekenhuis (1992-2005)) is een Nederlands psychiatrisch ziekenhuis met vestigingen in Groot-Rijnmond en de Zuid-Hollandse Eilanden. 
Het centrum behandelt en begeleidt volwassenen en ouderen met een psychische en/of psychiatrische aandoening. Delta is gespecialiseerd in de behandeling van mensen met complexe, vaak chronische psychiatrische aandoeningen en biedt hen naast behandeling ook begeleiding op het gebied van wonen, werk en dagbesteding. Daarnaast biedt Delta kortdurende behandeling aan mensen met minder complexe problematiek. Delta heeft 961 klinische plaatsen en 110 plaatsen voor deeltijdbehandeling. Jaarlijks worden er ongeveer 2.100 mensen opgenomen in een van de klinieken en zijn er bijna 95.000 poliklinische contacten. Bij Delta werken ca. 1.800 medewerkers.

## Vestigingen
In Poortugaal bevindt zich een groot terrein aan de Oude Maas in een landelijke omgeving. Daar bevinden zich klinische afdelingen voor onder andere dubbele diagnose (Loodds), Langdurende vervolgbehandeling (Grienden) en schizofrenie (Dorpsblik). Ook bevindt zich daar de Acute Psychiatrie (Blaak), een werkactiviteitencentrum (WAC) en een dierenasiel voor de huisdieren van cliënten die zijn opgenomen. Verder behandelt en begeleidt Delta in Poortugaal dak- en thuisloze Rotterdammers met een psychiatrisch en/of verslavingsprobleem. De ondersteunende diensten en stafafdelingen bevinden zich tevens in Poortugaal. 
Delta heeft drie grote multifunctionele centra in Rotterdam-Zuid, Hellevoetsluis en Spijkenisse. Op 17 mei 2011 opende Delta een grote vestiging op de Zorgboulevard in Rotterdam-Zuid naast station Lombardijen. Delta Zorgboulevard bevat 88 klinische behandelplaatsen (oude Brink), een grote polikliniek en deeltijdbehandeling en een Spoedeisende Hulp Psychiatrie (SEHP).
Verder heeft Delta diverse vestigingen verspreid in het werkgebied. Daar bevinden zich onder andere de beschermde en begeleide woonvormen en dagactiviteitencentra.

## Opleidingen
Delta is erkend als praktijkinstelling voor drie specialistische opleidingen binnen de sector zorg, namelijk Psychiater, GZ-psycholoog/klinisch (neuro)psycholoog en verpleegkundig specialist.
De A-opleiding tot psychiater wordt vormgegeven in het Opleidingscluster Psychiatrie Zuidwest–Nederland samen met de afdeling psychiatrie van het Erasmus Medisch Centrum, Yulius (voorheen De Grote Rivieren), GGZ Westelijk Noord-Brabant, en GGZ Delfland. De opleiding bestaat uit een basisopleiding van 3 jaar, een half jaar sociale psychiatrie in samenwerking met Bavo Europoort, en een verdiepingsjaar dat in overleg wordt ingevuld. Delta heeft daarvoor een samenwerkingsovereenkomst met Forensisch Psychiatrisch Centrum de Kijvelanden, Bouman GGZ en het Albert Schweitzer Ziekenhuis in Dordrecht (ziekenhuispsychiatrie).
Sinds 31 januari 2011 is de afdeling de Grienden (Cluster Langdurig Verblijf en Behandeling) een leerafdeling.

## Geschiedenis
- Op 24 juli 1909 opende Maasoord, de voorganger van Delta, zijn deuren. Het terrein aan de Oude Maas was in 1901 aangekocht door de gemeente Rotterdam. Zo kregen Rotterdamse cliënten een onderkomen dicht bij hun eigen stad.
- 1909: Grote slaapzalen – In die tijd was de opvatting, dat bedverpleging het snelst tot genezing zou leiden. Cliënten bleven zo veel mogelijk in bed, in grote slaap- en verblijfzalen.
- 1911: Uitbreiding – Maasoord breidde uit met nieuwe paviljoens. Het aantal cliënten steeg tot ruim 850.
- De Tweede Wereldoorlog – Rotterdam werd hard getroffen, maar in Maasoord ging de Tweede Wereldoorlog relatief geruisloos voorbij. Wel waren er ernstige voedseltekorten.
- 1953: Maasoord neemt het Quarantaineterrein op Heijplaat in gebruik als dependance.[1]
- 1958: Deltaziekenhuis – Maasoord werd omgedoopt tot Deltaziekenhuis.
- 1992: Delta Psychiatrisch Ziekenhuis – De naam Deltaziekenhuis veranderde in Delta Psychiatrisch Ziekenhuis.
- Jaren negentig: decentralisatie – In Hellevoetsluis, Spijkenisse en Rotterdam-Zuid opende Delta Multifunctionele Centra (MFC’s), om cliënten dichter bij huis te behandelen. Al snel kwamen er ook activiteitencentra en beschermde woonvormen.
- 2005: Delta Psychiatrisch Centrum – Deze naam sloot beter aan op de nieuwe vormen van dienstverlening.
- 2012: Delta Psychiatrisch Centrum en Bouman GGZ gingen samen verder onder de naam Antes Groep. Op 1 juli 2012 was de fusie een feit.
- 2017: Op 2 oktober 2017 fuseerde Antes met de Parnassia Groep.

## Voetnoten
1. ↑  N. Prins en R. Lampen, Website Heijplaat.com (gearchiveerd). Gearchiveerd op 16-1-2016. Geraadpleegd op 11-02-2022.